# 保羅·哈休斯
保羅·哈休斯（Paul Haarhuis，1966年2月19日—），是一位已退役的荷蘭網球運動員，在其職業生涯奪得6個大滿貫男雙冠軍，5個與同胞雅克·艾里廷搭擋、1個與俄羅斯名將耶夫格尼·卡费尔尼科夫搭擋。
他的技術特點是良好接發球，經常能將對方看似Ace球的發球化為烏有。
他是少數和90年代球王桑普拉斯交手而有較佳對戰成績的球員 : (3-1)。

## 外部連結
- 保羅·哈休斯（英文/西班牙文）的官方資料
- 保羅·哈休斯的國際網球總會 職業／青少年 官方資料（英文）
- 保羅·哈休斯的官方資料（英文）